# ويليام هوليس
ويليام هوليس (1816 - ) (بالإنجليزية: William Hollis)‏ هو لاعب كريكت بريطاني.

## وصلات خارجية
- ويليام هوليس على موقع إي آس بي آن كريك إنفو (الإنجليزية)